# 歩兵第345連隊
歩兵第345連隊（ほへいだい345れんたい、歩兵第三百四十五聯隊）は、大日本帝国陸軍の連隊の一つ。

## 沿革
太平洋戦争末期の1945年（昭和20年）6月20日、第三次兵備により本土決戦に備え新設された第225師団の歩兵連隊の一つとして姫路で編成された。兵力補充は大阪師管区の歩兵第4補充隊で担当した。同年7月12日、軍旗拝受。同地にて近畿防衛のための作戦準備中に終戦を迎えた。

## 歴代連隊長
| 代 | 氏名     | 在任期間        | 出身校・期 | 備考 |
| -- | -------- | --------------- | ---------- | ---- |
| 1  | 鎌賀晴一 | 1945.6.5 - 終戦 | 陸士39期   | 中佐 |